# Estratos de Pupunahue

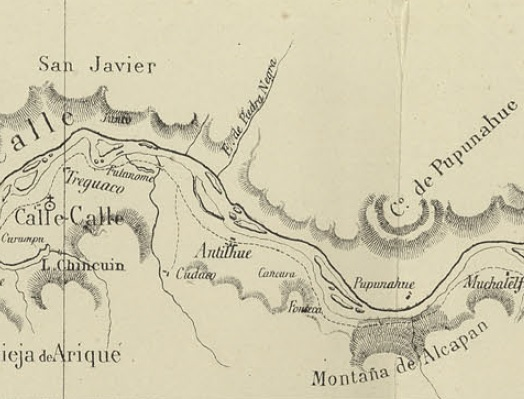
Mapa del sector alrededor del cerro de Pupunahue en la ribera norte del Calle Calle en el mapa de la expedición de Francisco Vidal Gormaz de1869

Estratos de Pupunahue es una formación geológica sedimentaria de la edad del Oligoceno-Mioceno que se presentan en afloramientos dispersos en Pupunahue y Mulpún cerca de Valdivia, en el sur de Chile. Los estratos de Pupunahue se extienden debajo de la superficie sobre un área más grande. El espesor de los estratos varía de unos pocos metros a 530 metros. Los estratos fueron descritos inicialmente por Henning Illies, quien estudió la zona de la cuenca del Calle-Calle cerca de la ciudad de Los Lagos. Los estratos están formados por conglomerados, areniscas y lutitas, que corresponden a los depósitos marinos a lacustres costeros (cuenca parálica o límnica). Los clastos de los conglomerados están formado por rocas metamórficas y la disposición de los conglomerados (fábrica) varía de clasto-sopotados a matriz-soportados. Las areniscas y la lutitas contienen capas de lignito que superan los 30 cm de espesor.
Las capas de carbón encontradas en algunos sectores de los estratos de Pupunahue han sido explotadas en las minas carboníferas de Catamutún, Pupunahue y Mulpún.
La formación subyace en paraconformidad a la formación Santo Domingo, y afloran principalmente en la zona de Máfil hasta el sector de Catamutún hacia el sur.
Los estratos son muy similares a la formación Cheuquemó que se encuentra más al norte, con la única diferencia de que el conjunto fósil en ambos parece indicar edades diferentes: mientras que la formación Cheuquemó tiene posiblemente unos 14 millones de años (Mioceno), los estratos de Pupunahue tienen entre 23 y 22 millones de años (Oligoceno tardío a Mioceno temprano).